# 国有会社 (チェコ、スロバキア)
国有会社（チェコ語: Státní podnik 、略称: s.p.　スロバキア語: Štátny podnik 、略称: š.p.）は、チェコ共和国およびスロバキア共和国における国有企業の形態である。本項では、チェコスロバキア共和国（第三共和国および人民民主主義時代）およびチェコスロバキア社会主義共和国における国営会社（チェコ語: Národní podnik 、スロバキア語: Národný podnik 、略称: n.p.）制度についても述べる。

## 国有会社

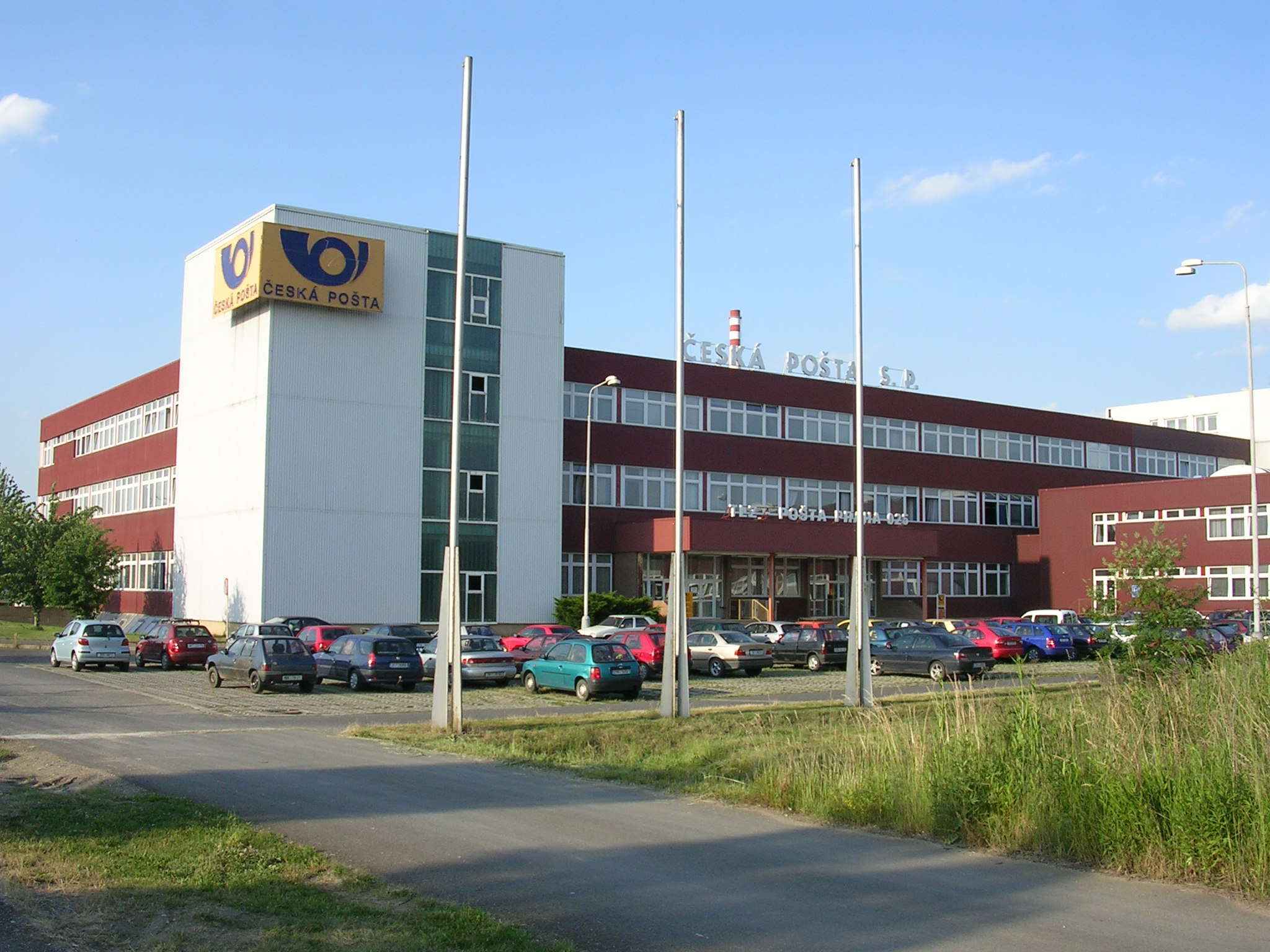
チェコ郵便国有会社（プラハ集配郵便局）

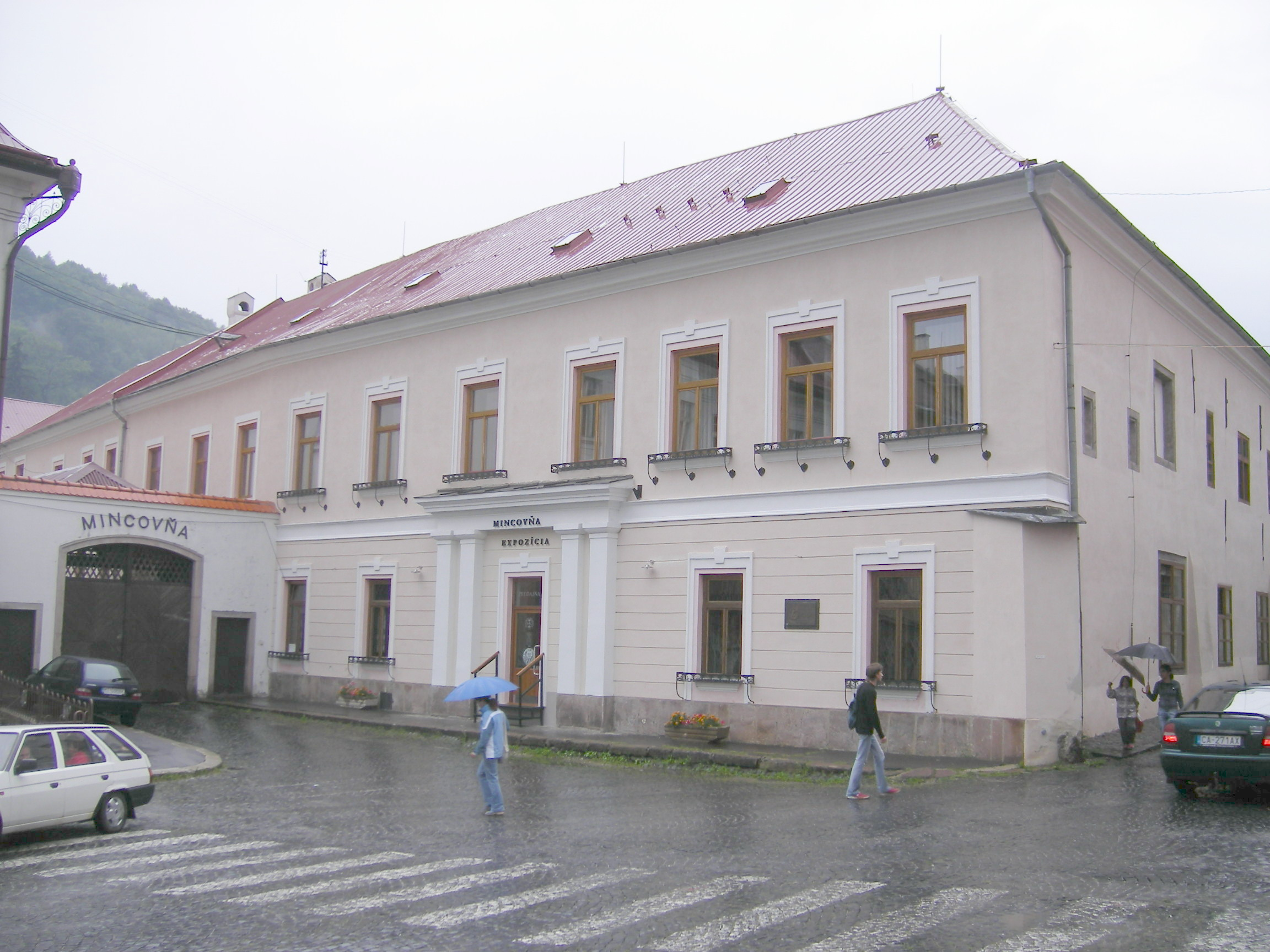
クレムニツァ貨幣鋳造所国有会社（スロバキア、クレムニツァ市）

1980年代後半の社会主義圏における「ペレストロイカ」を受けた経済改革の一環として、チェコスロバキア社会主義共和国時代の1988年1月7日に施行された国有会社設立法（チェコスロバキア連邦議会1988年法律第88号）で創設された。社会主義経済の効率化と国民の生活水準向上をうたい、チェコスロバキア共産党による国家計画の下という一定の制限を設けながらも企業側の経営権を認め、労働者および企業が自ら選出した理事による自主的な企業統治を求めた。
のち民主化後の1990年5月1日に、社会主義に関する規定を削除した改正法（チェコスロバキア連邦議会1990年法律第111号）が施行され、スロバキアは現在も同法が現行法である。チェコではさらに商法上の会社に準じて商業登記を義務づけるなどした再改正法（1997年法律第77号）が現行法である。現制度における国有会社は日本における公社に近い企業形態で、公益事業に限って政府省庁または政府の地方機関が設立することができ、企業資産は政府が保有するものの、経営権は企業が持つ。予算は国または国の地方機関の承認を必要とする。
国有会社の政府出資株式会社への転換、さらに株式の民間売却による民営化も進められているが、現在も交通・エネルギー・軍事関連事業、林野事業、研究開発機関などの分野において国有会社が運営されている。
また公団（státní organizace）も、国有会社設立法の規定を準用した国有会社に準じた企業体である。この法人格を取る企業体は、1989年7月にチェコスロバキア国家鉄道国営会社から転換した旧・チェコスロバキア国家鉄道公団（Československé státní dráhy, s.o.）、1993年1月にチェコスロバキア国鉄公団のチェコ共和国における事業を承継した旧・チェコ鉄道公団（České dráhy, s.o.）、およびチェコ鉄道公団分割および列車運行事業体の株式会社化に伴い2003年1月に発足した鉄道輸送路線管理公団（Správa železniční dopravní cesty, s.o.）、2020年1月に同公団が改称した鉄道管理公団（Správa železnic, s.o.）の各企業体のみである。
また1993年1月にチェコスロバキア国家鉄道公団のスロバキア共和国における事業を承継したスロバキア共和国鉄道国有会社（Železnice Slovenskej republiky, š.p.）は、1994年1月1日にスロバキア共和国鉄道法（スロバキア共和国国民議会1993年法律258号）に基づき商業登記された特殊法人に転換されている。

### 現在の主な国有会社

#### チェコ
- チェコ郵便国有会社（Česká pošta）
- ディアモ国有会社（Diamo）※鉱山事業会社
- チェコ共和国森林国有会社（Lesy České republiky）
- プラハ空港国有会社（Letiště Praha）
- クラドルビ・ナド・ラベム国立種畜農場（Národní hřebčín Kladruby nad Labem）
- チェコ共和国航空交通管制国有会社（Řízení letového provozu ČR）
- 国家切手印刷所国有会社（Státní tiskárna cenin）

#### スロバキア
- ニトラ農業研究所国有会社（Agroinštitút Nitra）
- スロバキア共和国森林国有会社（Lesy Slovenskej republiky）
- スロバキア共和国航空交通サービス国有会社（Letové prevádzkové služby Slovenskej republiky）
- クレムニツァ貨幣鋳造所国有会社（Mincovňa Kremnica）
- スロバキア共和国軍有林地国有会社（Vojenské lesy a majetky SR）

## 国営会社

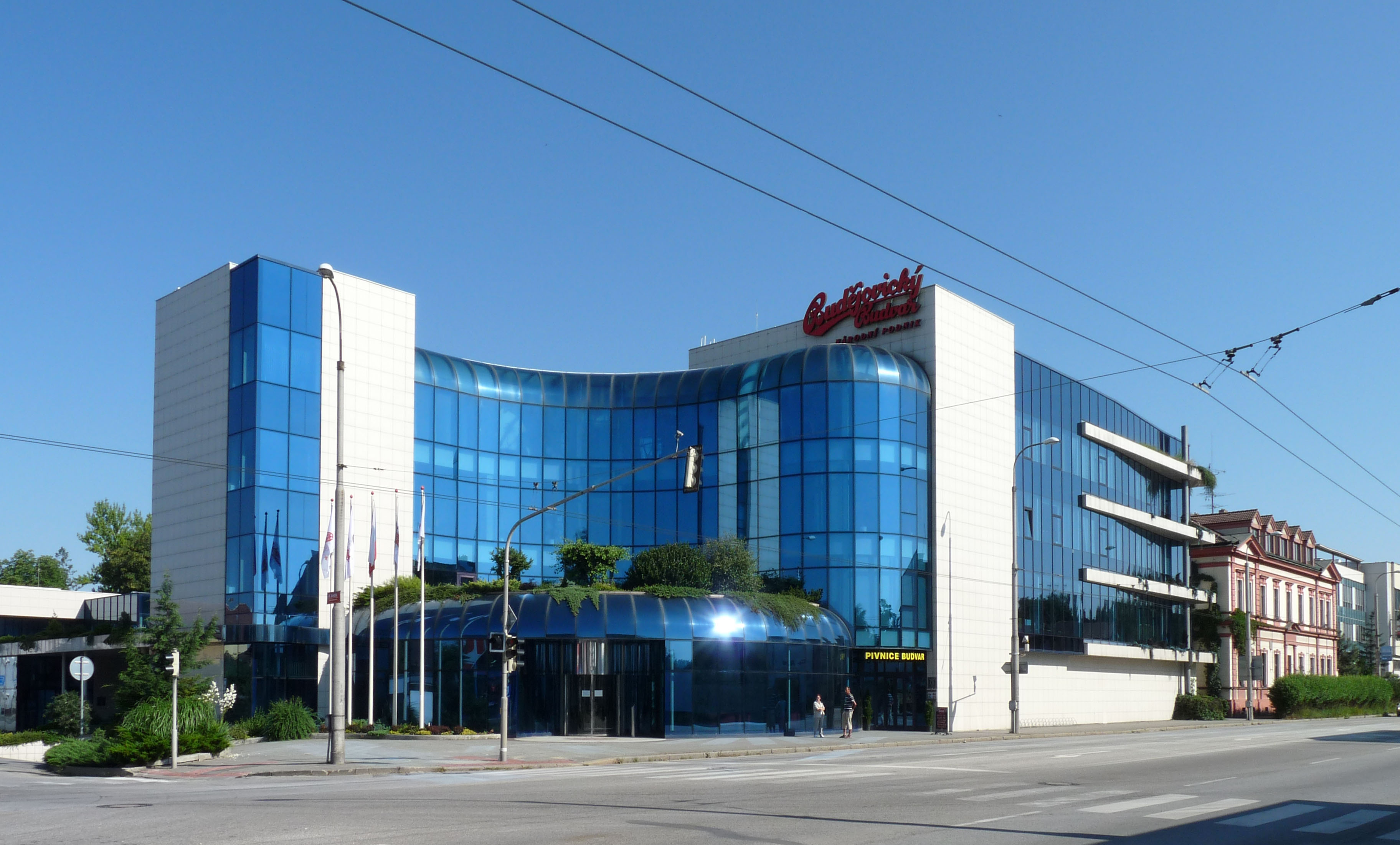
現存する唯一の国営会社、ブジェヨヴィツェ・ブドヴァル国営会社本社ビル（チェコ、チェスケー・ブジェヨヴィツェ市）

第二次世界大戦直後のチェコスロバキア共和国政府は、1945年10月24日に国有化の対象産業を定める大統領令1945年法律100号（鉱山、重工業、化学工業など）、101号（製糖業、醸造業、工業用アルコール製造業）、102号（銀行）、103号（保険業）を発令し、国有化後の企業形態を「国営会社」と定めて民間企業の接収を進めた。その後の法律改正で国有化対象産業の範囲拡大と経営の国家管理強化が図られ、チェコスロバキア国鉄など政府の直営事業も国営会社化された。1951年には国内企業のほぼすべてが国営会社に転換された。
国営会社は国家経済単位（Státní hospodářská organizace）の形態の一つとされ、国家予算により中央省庁および政府の地方行政機関である国民委員会（Národní výbor）によって運営された。国営会社の経営権を持つ省庁は、経済目標を達成するために必要な所管の各国営会社の業務を決定し、国営会社を分野別に企業グループ化して編成し、効率化を目的とした国営会社の統合・分割やグループ再編を頻繁に行った。中央および県、郡、市・村の国民委員会は、国営会社が所定の業務を遂行するために必要な労働者の配置管理および労務管理を行い、国営会社の代表者は国民委員会と労働組合の協議によって決定した。
1988年以降、政府による経営管理を廃した国有会社への転換が進められたほか、1991年以降は経済自由化政策に基づき、小規模企業は競売で、大規模企業は国民に販売したクーポンと引き替えで株式を発行する民営化（クーポン民営化。チェコ語: Kupónová privatizace、スロバキア語: Kupónová privatizácia）が進められ、政策は連邦制解消後のチェコ、スロバキア両国に引き継がれた。国営会社を規定した1945年の大統領令は現在も有効で、現存する国営会社はチェコのビール製造販売業、ブジェヨヴィツェ・ブドヴァル国営会社（Budějovický Budvar, n.p.）の1社のみである。